# Голямо-Доляне
Голямо-Доляне (болг. Голямо Доляне) — село в Болгарии. Находится в Тырговиштской области, входит в общину Антоново. Население составляет 1 человек.

## Политическая ситуация
Голямо-Доляне подчиняется непосредственно общине и не имеет своего кмета.
Кмет (мэр) общины Антоново — Танер Мехмед Али (Движение за права и свободы (ДПС)) по результатам выборов.